# Ștefan Preda
Ștefan Gabriel Preda (Ploiești, Distrito de Prahova, Rumania; 18 de junio de 1970) es un exfutbolista y entrenador rumano. Es el actual entrenador de arqueros del Farul Constanța.
Como futbolista, se desempeñó en la posición de portero y fue internacional absoluto con la selección de Rumania entre 1994 y 1995, con la que disputó tres encuentros y fue parte del plantel que jugó la Copa Mundial de Fútbol de 1994.

## Selección nacional
Debutó con la selección de Rumania el 1 de junio de 1994 en un amistoso contra Eslovenia.

### Participaciones en Copas Mundiales
| Copa                 | Sede           | Resultado        |
| -------------------- | -------------- | ---------------- |
| Copa Mundial de 1994 | Estados Unidos | Cuartos de final |

## Clubes

### Como jugador
referencia.
| Club                 | País    | Año       |
| -------------------- | ------- | --------- |
| FC Petrolul Ploieşti | Rumania | 1993-1998 |
| Dinamo de Bucarest   | Rumania | 1998-2001 |
| FC Astra Giurgiu     | Rumania | 2001      |
| FCU Craiova 1948     | Rumania | 2001-2002 |
| Dinamo de Bucarest   | Rumania | 2002      |
| FC Argeș Pitești     | Rumania | 2002-2003 |
| Dinamo de Bucarest   | Rumania | 2003-2004 |
| FC Argeș Pitești     | Rumania | 2004-2006 |
| FC Unirea Urziceni   | Rumania | 2006      |
| CS Brazi             | Rumania | 2006-2007 |

### Como entrenador
| Club                                           | País    | Año           |
| ---------------------------------------------- | ------- | ------------- |
| FCM Câmpina                                    | Rumania | 2008          |
| CS Brazi                                       | Rumania | 2009-2010     |
| Steaua de Bucarest (entrenador de arqueros)    | Rumania | 2014-2015     |
| FC Viitorul Constanța (entrenador de arqueros) | Rumania | 2016-2021     |
| Farul Constanța (entrenador de arqueros)       | Rumania | 2021-presente |

## Palmarés

### Como jugador

#### Títulos nacionales
| Título          | Club                 | País    | Año     |
| --------------- | -------------------- | ------- | ------- |
| Copa de Rumania | FC Petrolul Ploieşti | Rumania | 1994-95 |
| Liga I          | Dinamo de Bucarest   | Rumania | 1999-00 |
| Liga I          | Dinamo de Bucarest   | Rumania | 2003-04 |
| Copa de Rumania | Dinamo de Bucarest   | Rumania | 1999-00 |
| Copa de Rumania | Dinamo de Bucarest   | Rumania | 2003-04 |